# Lista de códigos de país GS1

Neste caso os 3 primeiros dígitos são 590. Consultando a tabela podemos observar que é um código de barras (EAN-13) emitido na Polónia

Este artigo consiste numa lista de códigos de país, que são os 3 primeiros dígitos do código numérico que aparece em códigos de barras EAN-13 e EAN-8 e que servem para representar o país onde o código foi emitido originalmente. A entidade reguladora destes códigos é a GS1, que se encontra espalhada mundialmente. Porém, segundo a própria GS1 "os prefixos GS1 não fornecem a identificação do país de origem do produto e sim a identificação da GS1 que atribui a licença a este produto." Portanto, um produto brasileiro, por exemplo, pode apresentar código com prefixo diferente daquele estipulado para o Brasil, ou seja, o código 789 não garante que o produto foi fabricado no Brasil, mas que foi cadastrado aqui.

## Códigos de país
| Código          | País                                                                     | Entidade responsável                                                |
| --------------- | ------------------------------------------------------------------------ | ------------------------------------------------------------------- |
| 002–019         | E.U.A.                                                                   | GS1 US                                                              |
| 020 - 029       | Distribuição restringida definido pela organização membro GS1            |                                                                     |
| 030 - 039       | E.U.A (reservado para medicamentos)                                      | GS1 US                                                              |
| 040 - 049       | Distribuição restringida definido pela organização membro GS1            |                                                                     |
| 050 - 059       | Coupons                                                                  |                                                                     |
| 060–139         | E.U.A.                                                                   | GS1 US                                                              |
| 200–299         | Distribuição restringida definido pela organização membro GS1            |                                                                     |
| 300–379         | França Mónaco                                                            | GS1 França                                                          |
| 380             | Bulgária                                                                 | GS1 Bulgária                                                        |
| 383             | Eslovénia                                                                | GS1 Eslovénia                                                       |
| 385             | Croácia                                                                  | GS1 Croácia                                                         |
| 387             | Bósnia e Herzegovina                                                     | GS1 BIH (Bósnia e Herzegovina)                                      |
| 400–440         | Alemanha o código 440 foi herdado da antiga R.D.A. na reunificação, 1990 | GS1 Alemanha                                                        |
| 450–459 490–499 | Japão                                                                    | GS1 Japão                                                           |
| 460–469         | Rússia                                                                   | GS1 Rússia                                                          |
| 470             | Quirguistão                                                              | GS1 Quirguistão                                                     |
| 471             | Ilha de Taiwan                                                           | GS1 Taiwan                                                          |
| 474             | Estônia                                                                  | GS1 Estônia                                                         |
| 475             | Letônia                                                                  | GS1 Letônia                                                         |
| 476             | Azerbaijão                                                               | GS1 Azerbaijão                                                      |
| 477             | Lituânia                                                                 | GS1 Lituânia                                                        |
| 478             | Usbequistão                                                              | GS1 Usbequistão                                                     |
| 479             | Sri Lanka                                                                | GS1 Sri Lanka                                                       |
| 480             | Filipinas                                                                | GS1 Filipinas                                                       |
| 481             | Bielorrússia                                                             | GS1 Bielorrússia                                                    |
| 482             | Ucrânia                                                                  | GS1 Ucrânia                                                         |
| 484             | Moldávia                                                                 | GS1 Moldávia                                                        |
| 485             | Armênia                                                                  | GS1 Armênia                                                         |
| 486             | Geórgia                                                                  | GS1 Geórgia                                                         |
| 487             | Cazaquistão                                                              | GS1 Cazaquistão                                                     |
| 489             | Hong Kong                                                                | GS1 Hong Kong                                                       |
| 500–509         | Reino Unido                                                              | GS1 Reino Unido                                                     |
| 520             | Grécia                                                                   | GS1 Grécia                                                          |
| 528             | Líbano                                                                   | GS1 Líbano                                                          |
| 529             | Chipre                                                                   | GS1 Chipre                                                          |
| 530             | Albânia                                                                  | GS1 Albânia                                                         |
| 531             | República da Macedônia                                                   | GS1 República da Macedônia                                          |
| 535             | Malta                                                                    | GS1 Malta                                                           |
| 539             | República da Irlanda                                                     | GS1 República da Irlanda                                            |
| 540–549         | Bélgica Luxemburgo                                                       | GS1 Bélgica & Luxemburgo                                            |
| 560             | Portugal                                                                 | GS1 Portugal - CODIPOR                                              |
| 569             | Islândia                                                                 | GS1 Islândia                                                        |
| 570–579         | Dinamarca Ilhas Feroé Groenlândia                                        | GS1 Dinamarca                                                       |
| 590             | Polónia                                                                  | GS1 Polónia                                                         |
| 594             | Romênia                                                                  | GS1 Romênia                                                         |
| 599             | Hungria                                                                  | GS1 Hungria                                                         |
| 600-601         | África do Sul                                                            | GS1 África do Sul                                                   |
| 603             | Gana                                                                     | GS1 Gana                                                            |
| 608             | Bahrein                                                                  | GS1 Bahrein                                                         |
| 609             | lhas Maurício                                                            | GS1 Ilhas Maurício - The Mauritius Chamber of Commerce and Industry |
| 611             | Marrocos                                                                 | GS1 Marrocos                                                        |
| 613             | Argélia                                                                  | GS1 Argélia                                                         |
| 616             | Quênia                                                                   | GS1 Quênia                                                          |
| 618             | Costa do Marfim                                                          | GS1 Costa do Marfim                                                 |
| 619             | Predefinição:TNDb Tunísia                                                | GS1 Tunísia                                                         |
| 621             | Síria                                                                    | GS1 Síria                                                           |
| 622             | Egito                                                                    | GS1 Egito                                                           |
| 624             | Líbia                                                                    | GS1 Líbia                                                           |
| 625             | Jordânia                                                                 | GS1 Jordânia                                                        |
| 626             | Irã                                                                      | GS1 Irã                                                             |
| 627             | Kuwait                                                                   | GS1 Kuwait                                                          |
| 628             | Arábia Saudita                                                           | GS1 Arábia Saudita - Council of Saudi Chambers                      |
| 629             | Emirados Árabes Unidos                                                   | GS1 Emirados Árabes Unidos                                          |
| 640–649         | Finlândia                                                                | GS1 Finlândia                                                       |
| 690–699         | República Popular da China                                               | GS1 China                                                           |
| 700–709         | Noruega                                                                  | GS1 Noruega                                                         |
| 729             | Israel                                                                   | GS1 Israel                                                          |
| 730–739         | Suécia                                                                   | GS1 Suécia                                                          |
| 740             | Guatemala                                                                | GS1 Guatemala                                                       |
| 741             | El Salvador                                                              | GS1 El Salvador                                                     |
| 742             | Honduras                                                                 | GS1 Honduras                                                        |
| 743             | Nicarágua                                                                | GS1 Nicarágua                                                       |
| 744             | Costa Rica                                                               | GS1 Costa Rica                                                      |
| 745             | Panamá                                                                   | GS1 Panamá                                                          |
| 746             | República Dominicana                                                     | GS1 República Dominicana                                            |
| 750             | México                                                                   | GS1 México                                                          |
| 754 – 755       | Canadá                                                                   | GS1 Canadá                                                          |
| 759             | Venezuela                                                                | GS1 Venezuela                                                       |
| 760–769         | Suíça Liechtenstein                                                      | GS1 Suíça                                                           |
| 770             | Colômbia                                                                 | GS1 Colômbia                                                        |
| 773             | Uruguai                                                                  | GS1 Uruguai                                                         |
| 775             | Peru                                                                     | GS1 Peru                                                            |
| 777             | Bolívia                                                                  | GS1 Bolívia - CAINCO                                                |
| 779             | Argentina                                                                | GS1 Argentina                                                       |
| 780             | Chile                                                                    | GS1 Chile                                                           |
| 784             | Paraguai                                                                 | GS1 Paraguai                                                        |
| 786             | Equador                                                                  | GS1 Equador                                                         |
| 789 – 790       | Brasil                                                                   | GS1 Brasil                                                          |
| 800–839         | Itália San Marino Vaticano                                               | GS1 Itália - Indicod-Ecr                                            |
| 840–849         | Espanha Andorra                                                          | GS1 Espanha - AECOC                                                 |
| 850             | Cuba                                                                     | GS1 Cuba                                                            |
| 858             | Eslováquia                                                               | GS1 Eslováquia                                                      |
| 859             | Chéquia                                                                  | GS1 República Checa                                                 |
| 860             | Sérvia e Montenegro                                                      | GS1 Sérvia e Montenegro                                             |
| 865             | Mongólia                                                                 | GS1 Mongólia                                                        |
| 867             | Coreia do Norte                                                          | GS1 Coreia do Norte                                                 |
| 869             | Turquia                                                                  | GS1 Turquia                                                         |
| 870–879         | Holanda                                                                  | GS1 Holanda                                                         |
| 880             | Coreia do Sul                                                            | GS1 Coreia do Sul                                                   |
| 884             | Cambodja                                                                 | GS1 Cambodja                                                        |
| 885             | Tailândia                                                                | GS1 Tailândia                                                       |
| 888             | Singapura                                                                | GS1 Singapura                                                       |
| 890             | Índia                                                                    | GS1 Índia                                                           |
| 893             | Vietnam                                                                  | GS1 Vietnam                                                         |
| 899             | Indonésia                                                                | GS1 Indonésia                                                       |
| 900–919         | Áustria                                                                  | GS1 Áustria                                                         |
| 930–939         | Austrália                                                                | GS1 Austrália                                                       |
| 940–949         | Nova Zelândia                                                            | GS1 Nova Zelândia                                                   |
| 950             | GS1 Global Office                                                        | GS1 Global Office                                                   |
| 955             | Malásia                                                                  | GS1 Malásia                                                         |
| 958             | Macau                                                                    | GS1 Macau                                                           |
| 977             | Publicações periódicas seriadas (ISSN)                                   | ISSN International Centre                                           |
| 978, 979        | Bookland (ISBN) 979 é formalmente usado para pautas de música            | International ISBN Agency                                           |
| 980             | Refund receipts                                                          |                                                                     |
| 981, 982        | Coupons e meios de pagamento                                             |                                                                     |
| 990–999         | Coupons                                                                  |                                                                     |